# دائرة أميه ونسة
دائرة أميه ونسة هي إحدى دوائر ولاية الوادي الجزائرية.